# Sander van Beusekom
Sander van Beusekom (Curaçao) is een Curaçaos artdirector, grafisch ontwerper en illustrator.

## Leven en werk
Van Beusekom volgde de opleiding aan de Junior Academie voor Art Direction in Amsterdam. Samen met zijn zus Nicole runt hij in Willemstad het grafisch-ontwerpbureau BLEND Creative Imaging. Hij was een van de oprichters van Street Art Skalo (een project van Fundashon Rebiba Skálo Abou), dat als missie heeft de wijk Scharloo op te knappen en te verfraaien en lokaal talent tentoon te stellen. In 2019 organiseerde Street Art Skalo in de wijk Fleur de Marie een sportveldvernieuwingsproject, waarbij de lokale jeugd samen een vloerkunstwerk maakte.
Van Beusekom heeft voor het Kaya Kaya-festival in Otrobanda verscheidene grote muurschilderingen gemaakt. Toen de centrale markt van Willemstad in 2018 verhuisde naar de Sha Caprileskade, maakte hij een grote muurschildering op de bovenverdieping van de markthal. Op een plaquette bij de muurschildering staat: Tribute to the lovely people of our colorful and vibrant market, working with pride and bringing us nourishment every day with pleasure. Despite hard work, always time for a small chat and a smile. In 2019 maakte hij in opdracht van de Curaçao Tourist Board (CTB) de muurschildering Tickle Me Curaçao in Wynwood, Miami, om het eiland te promoten in Zuid-Florida vooruitlopend op de kunstbeurs Art Basel 2019. In 2020 ontwierp hij onder meer een serie postzegels met het thema "Sport" in opdracht van Cpost en een grote muurschildering voor het Corendon Mangrove Beach Resort.
In 2021 maakte Van Beusekom in opdracht van het toeristenbureau een grote muurschildering, de Zakitó Welocome mural, op drie muren van elk zo'n 100 m lang bij de koredor van Otrobanda.

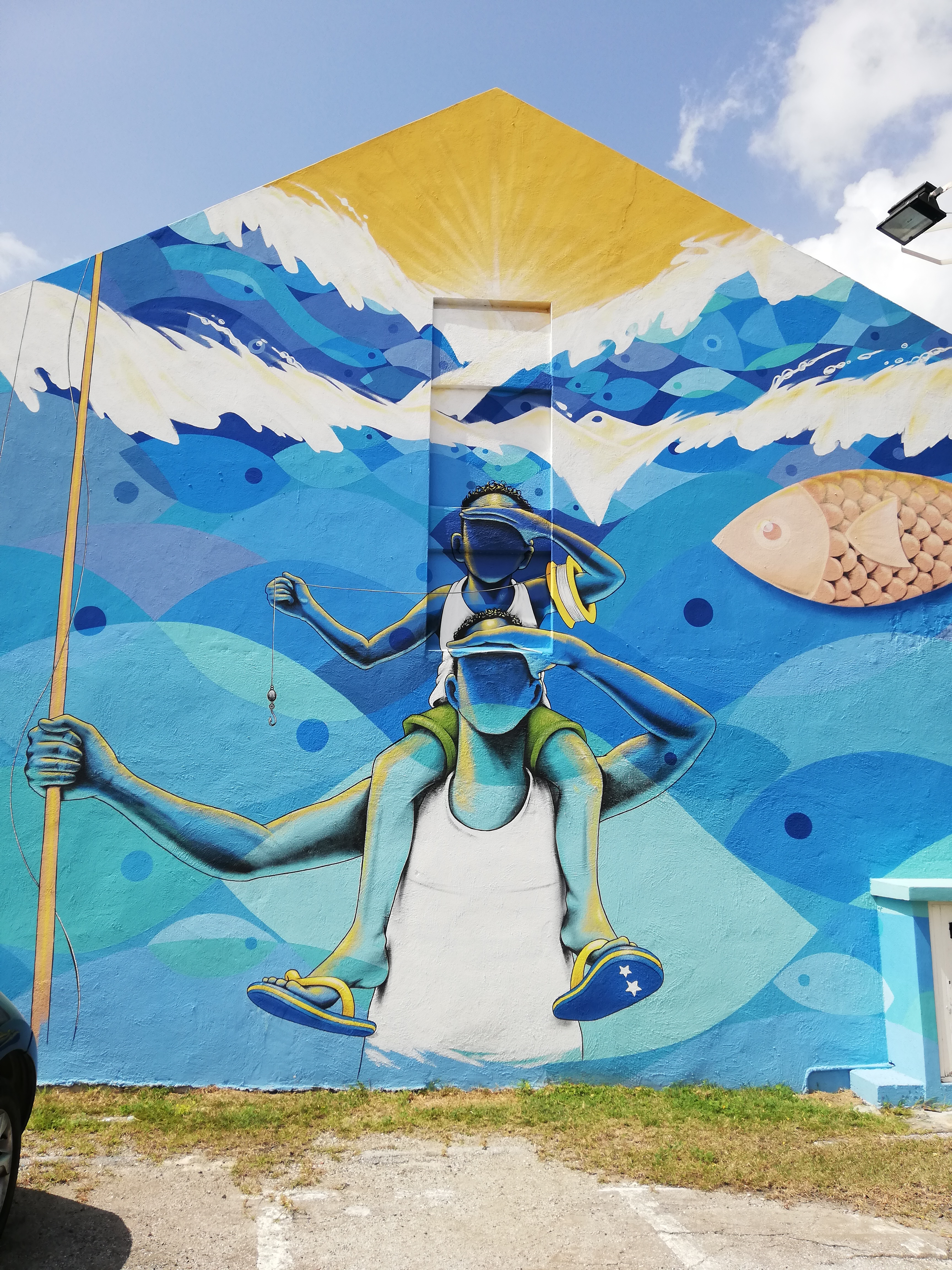
Don't give a man a fish, teach him how to fish!
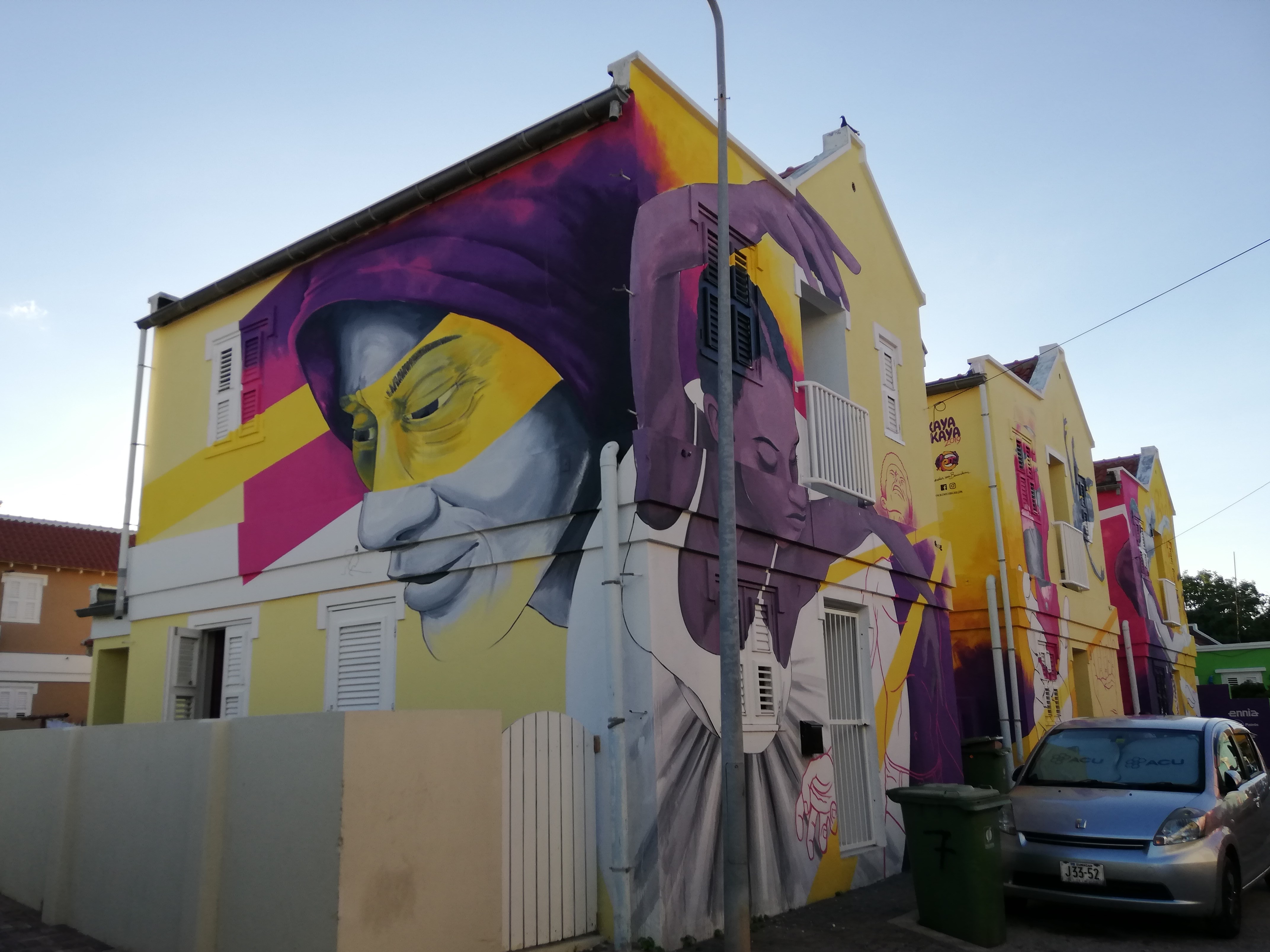
Life is a beautiful struggle (1)
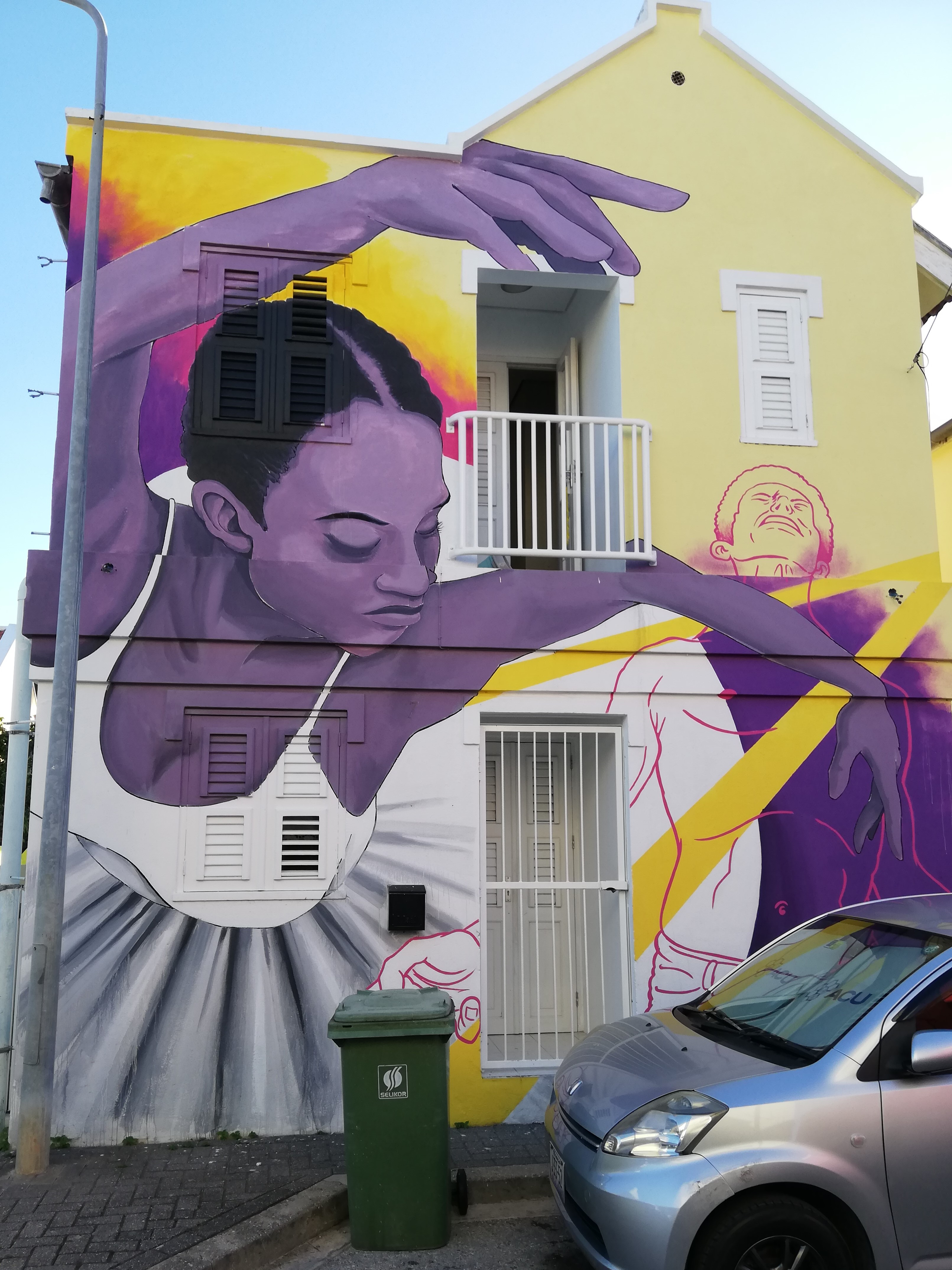
Life is a beautiful struggle (2)
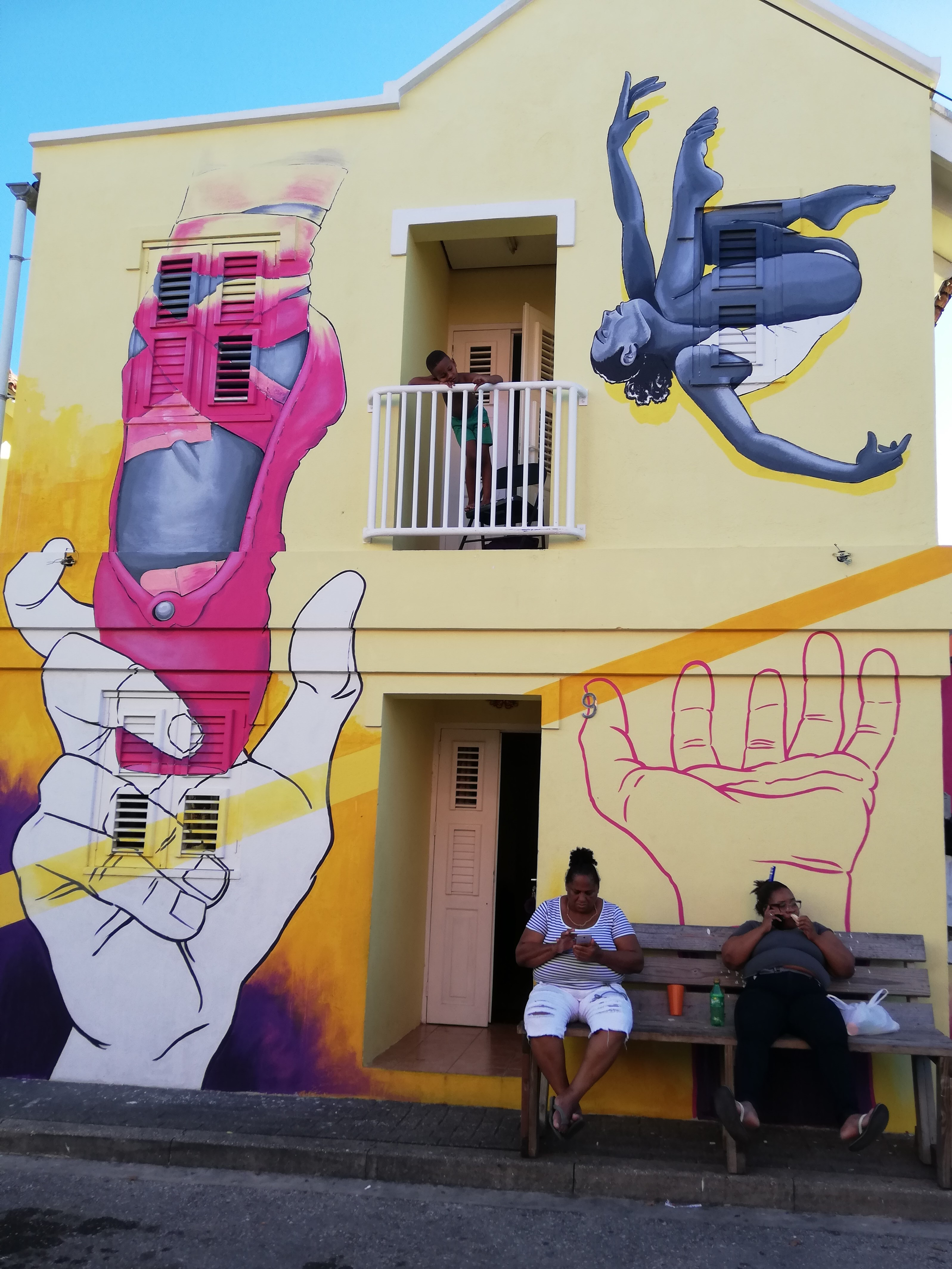
Life is a beautiful struggle (3)
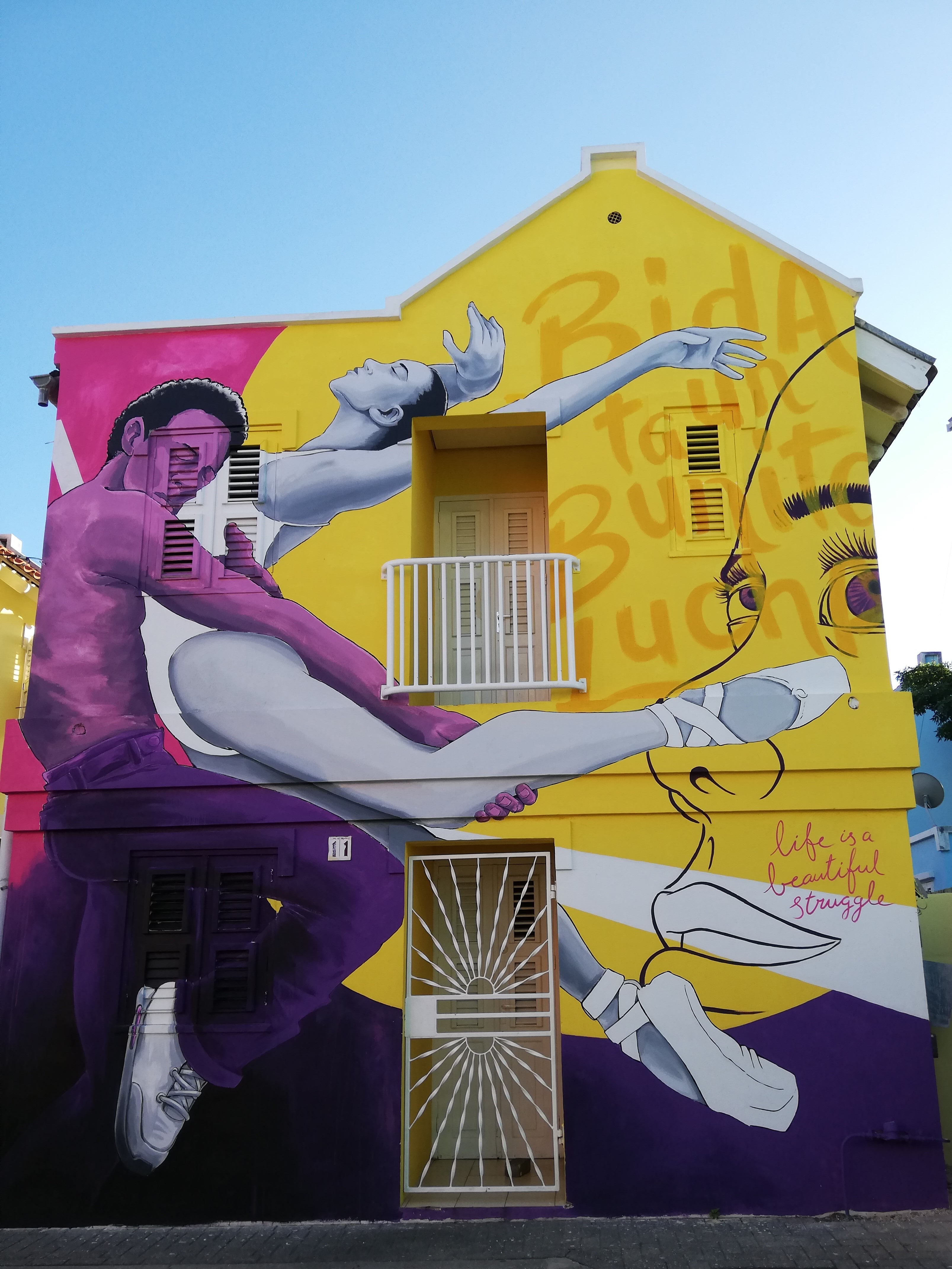
Life is a beautiful struggle (4)
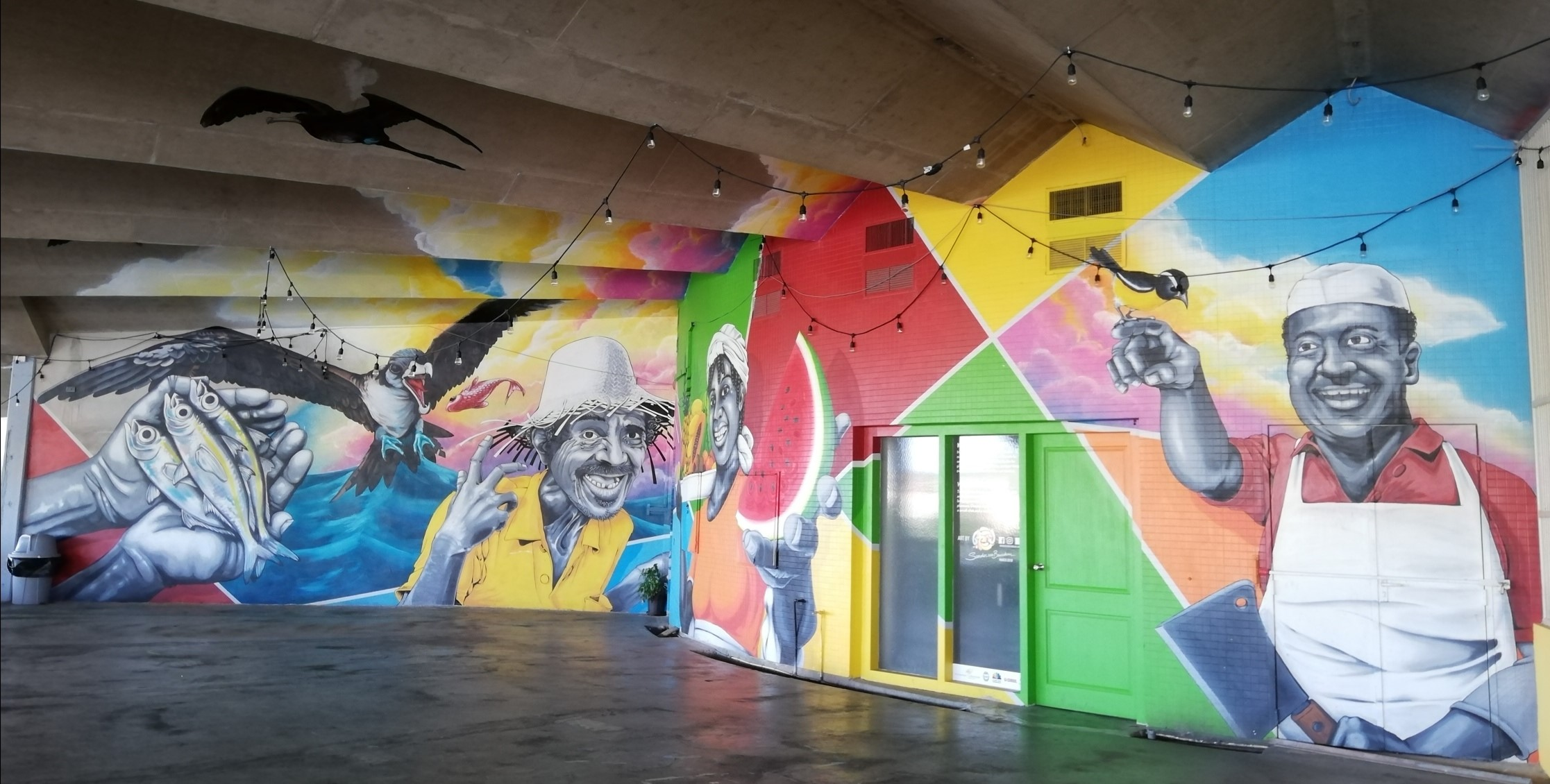
Muurschildering in de centrale markt van Willemstad, 2018
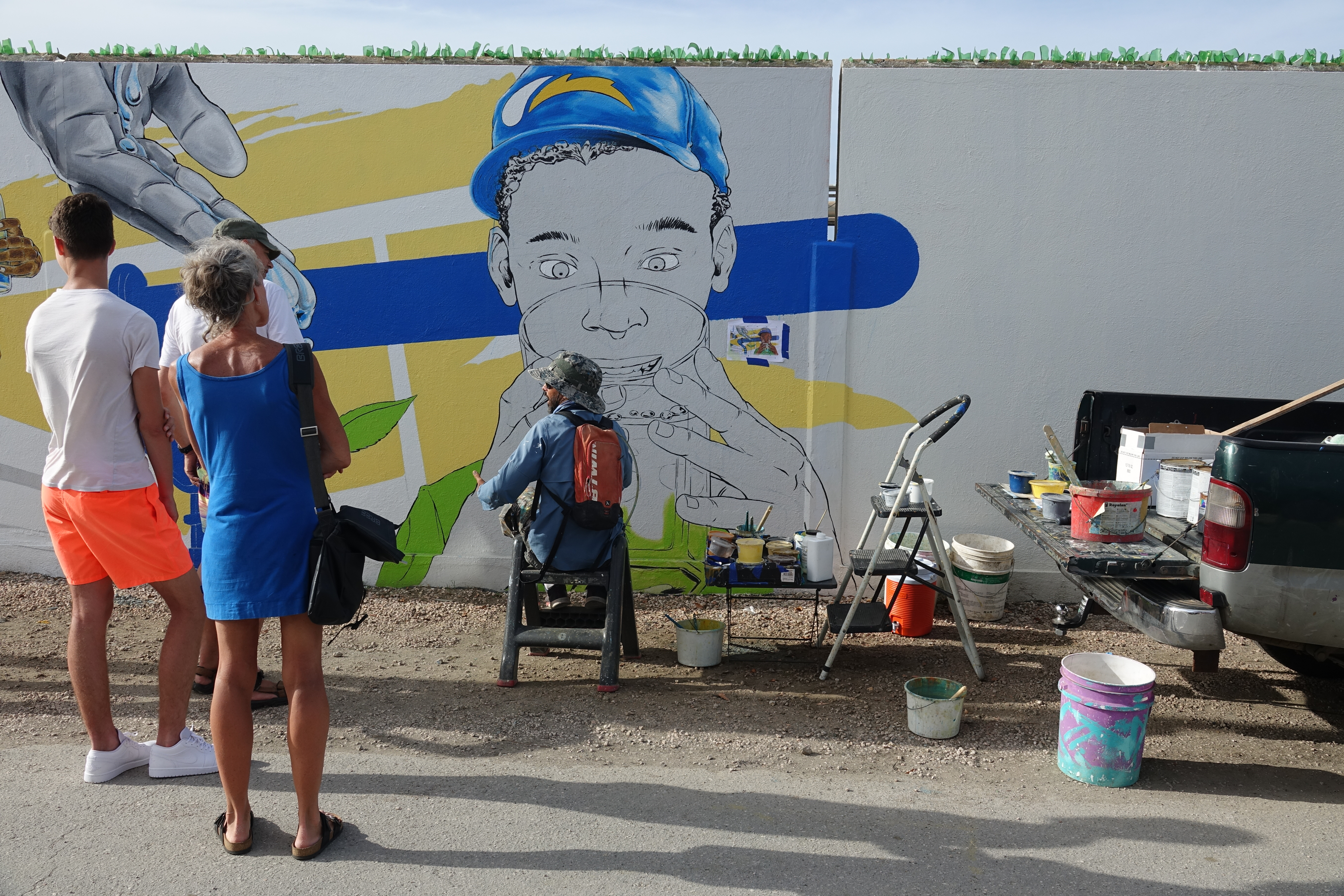
Zakitó Welcome mural (1), 2021
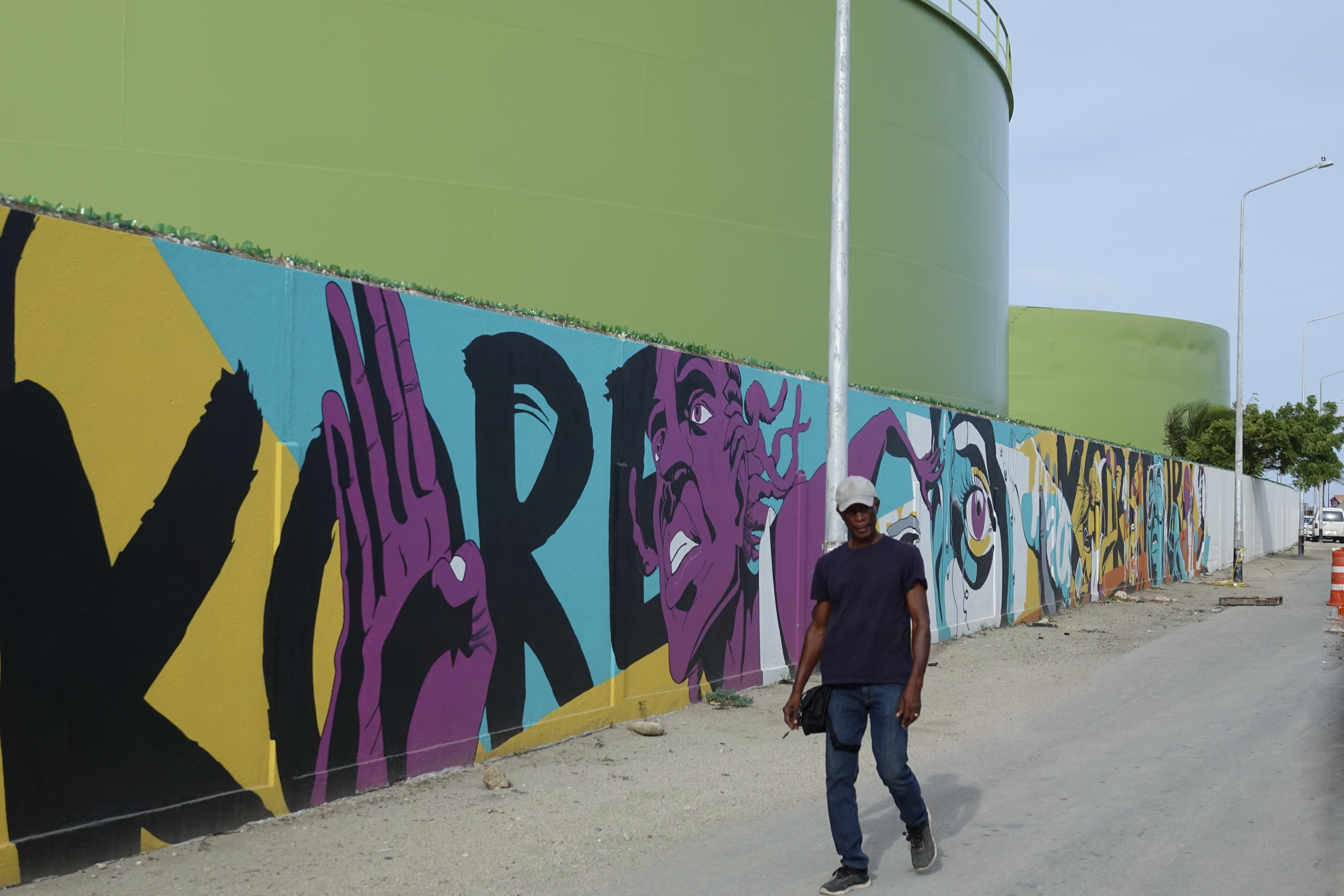
Zakitó Welcome mural (2), 2021
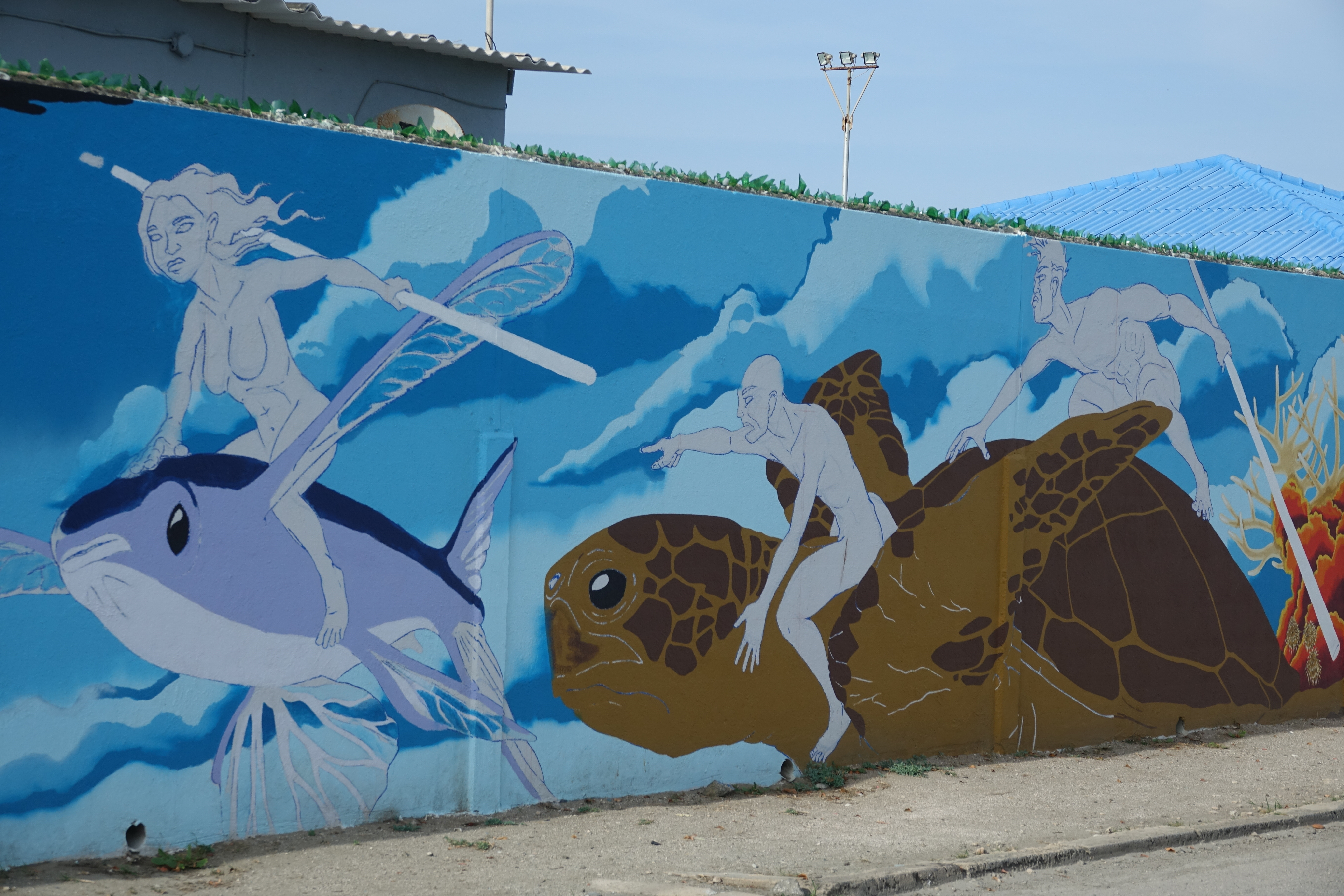
Zakitó Welcome mural (3), 2021